# Tratatul anglo-irlandez
Tratatul anglo-irlandez din 1921 (în irlandeză An Conradh Angla-Éireannach; în engleză Anglo-Irish Treaty), cunoscut în mod obișnuit sub numele de Tratatul și, oficial, Articolele de acord pentru un tratat între Marea Britanie și Irlanda, a fost un acord între guvernul Regatului Unit al Marii Britanii și Irlandei pe de o parte, și pe de altă parte reprezentanții Republicii Irlandeze, care a încheiat Războiul Irlandez de Independență. Acordul prevedea înființarea în termen de un an a Statului Liber Irlandez, ca dominion autonom în cadrul „comunității națiunilor cunoscute sub numele de Imperiul Britanic”, un statut „similar cu cel al Dominionului Canadei”. De asemenea, a oferit Irlandei de Nord, care fusese creată prin Legea Guvernării Irlandei din 1920⁠(d), o opțiune de a se separa de Statul Liber Irlandez, opțiune pe care aceasta a exercitat-o imediat.
Acordul a fost semnat la Londra la 6 decembrie 1921, de reprezentanți ai guvernului britanic⁠(d) (inclusiv prim-ministrul David Lloyd George, care era conducea delegația britanică) și de reprezentanți ai Republicii Irlandeze, între care Michael Collins și Arthur Griffith⁠(d). Reprezentanții irlandezi aveau statutul de plenipotențiar⁠(d) (negociatori împuterniciți să semneze un tratat fără a se mai consulta cu superiorii lor) acționând în numele Republicii Irlandeze, deși guvernul britanic a refuzat să recunoască acest statut. După cum prevedeau termenii săi, acordul a fost aprobat de „o reuniune” a membrilor aleși în Camera Comunelor din Irlanda de Sud⁠(d) și [separat] de Parlamentul Britanic. În realitate, Dáil Éireann⁠(d) (adunarea legislativă a Republicii Irlandeze de facto) mai întâi a dezbătut, apoi a aprobat tratatul; membrii au continuat apoi cu „întrunirea”. Deși tratatul a fost aprobat la limită, diviziunile pe marginea lui au condus la Războiul Civil Irlandez, care a fost câștigat de partea pro-tratat.
Statul Liber Irlandez, așa cum este prevăzut de tratat, a apărut atunci când constituția sa a devenit lege la 6 decembrie 1922 printr-o proclamație regală⁠(d).

## Conţinut

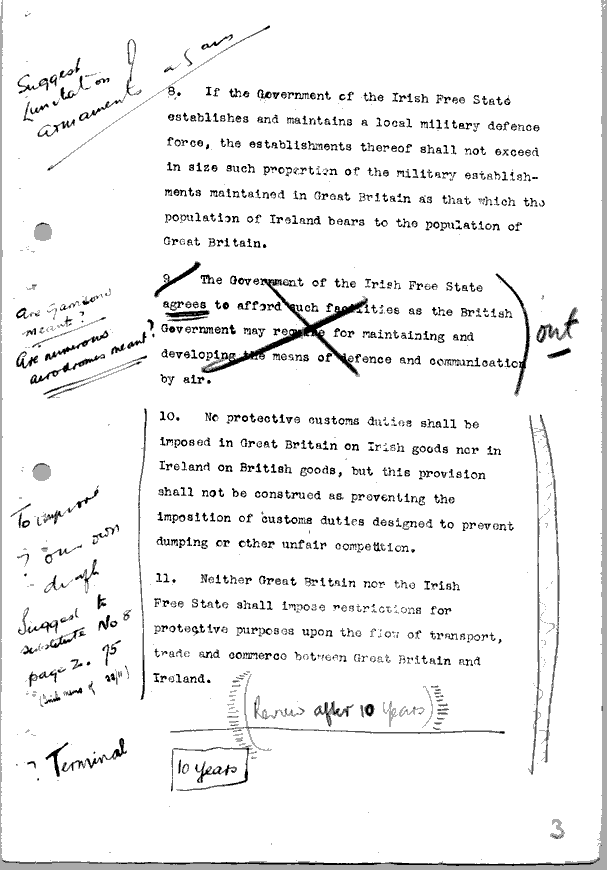
Pagină dintr-un proiect al tratatului, după cum a fost adnotat de Arthur Griffith

Printre clauzele principale ale tratatului se numărau:
- Forțele coroanei se vor retrage din cea mai mare parte a Irlandei.
- Irlanda urma să devină o dominion autonom al Imperiului Britanic, statut similar cu Australia, Canada, Newfoundland⁠(d), Noua Zeelandă și Uniunea Africii de Sud.
- Ca și în cazul celorlalte dominioane, regele avea să fie șeful de stat al Statului Liber Irlandez (Saorstát Éireann) și avea să fie reprezentat de un guvernator general.
- Membrii parlamentului noului Stat Liber urmau să depună jurământ de credință⁠(d) Statului Liber Irlandez. O parte secundară a jurământului era „să fi[e] credincios Majestății Sale Regele George al V-lea, moștenitorilor și succesorilor Săi prin lege, în virtutea cetățeniei comune”.
- Irlanda de Nord (care fusese creată anterior prin Legea Guvernării Irlandei⁠(d)) va avea opțiunea de a se retrage din Statul Liber Irlandez în termen de o lună de la intrarea în vigoare a tratatului.
- Dacă Irlanda de Nord ar alege să se retragă, s-ar constitui o Comisie de frontieră⁠(d) care să traseze granița dintre Statul Liber Irlandez și Irlanda de Nord.
- Marea Britanie, pentru propria sa securitate, va continua să controleze un număr limitat de porturi, cunoscute sub numele de Porturi ale Tratatului⁠(d), pentru Marina Regală. În octombrie 1920, prim-ministrul britanic Lloyd George și-a exprimat gândurile asupra controlului irlandez asupra armatei: „temperamentul irlandez este o incertitudine și forțe periculoase precum armatele și marinele sunt mai bine sub controlul parlamentului imperial”.[4]
- Statul Liber Irlandez urma să își asume responsabilitatea pentru o parte proporțională a datoriei Regatului Unit, așa cum era ea la data semnării.
- Tratatul urma să aibă statut superior în dreptul irlandez, adică, în cazul unui conflict între acesta și noua Constituție din 1922⁠(d) a Statului Liber Irlandez, tratatul va avea prioritate.

## Negociatori
Între negociatori s-au numărat:
| Partea britanică |                                                                                            |                                                            |
| Portret          | Nume                                                                                       | Portofoliu                                                 |
|                  | David Lloyd George (președintele delegației) deputat de Caernarvon Boroughs⁠(d)             | prim-ministru                                              |
|                  | Lord Birkenhead⁠(d)                                                                         | lord cancelar⁠(d)                                           |
|                  | Austen Chamberlain deputat de Birmingham West⁠(d)                                           | lord al sigiliului privat⁠(d) lider al Camerei Comunelor⁠(d) |
|                  | Winston Churchill deputat de Dundee⁠(d)                                                     | secretar de stat pentru colonii⁠(d)                         |
|                  | Sir Laming Worthington-Evans, Bt⁠(d) deputat de Colchester⁠(d)                               | secretar de stat pentru război⁠(d)                          |
|                  | Sir Gordon Hewart⁠(d) deputat de Leicester East⁠(d)                                          | procuror general⁠(d)                                        |
|                  | Hamar Greenwood⁠(d) deputat de Sunderland⁠(d)                                                | secretar șef pentru Irlanda⁠(d)                             |
| Partea irlandeză |                                                                                            |                                                            |
| Portret          | Nume                                                                                       | Portofoliu                                                 |
|                  | Arthur Griffith⁠(d) (președintele delegației) deputat de Cavan⁠(d) și Fermanagh și Tyrone⁠(d) | secretar de stat pentru afaceri externe⁠(d)                 |
|                  | Michael Collins deputat de Armagh⁠(d) și Cork Mid, North, South, South East and West⁠(d)     | secretar de stat pentru finanțe⁠(d)                         |
|                  | Robert Barton⁠(d) deputat de Kildare–Wicklow⁠(d)                                             | secretar de stat pentru afaceri economice⁠(d)               |
|                  | Eamonn Duggan⁠(d) deputat de Louth–Meath⁠(d)                                                 |                                                            |
|                  | George Gavan Duffy⁠(d) deputat de comitatul Dublin⁠(d)                                       |                                                            |

Asigurarea asistenței de secretariat
| Partea britanică        |
| Nume                    |
| Thomas Jones⁠(d)         |
| Lionel George Curtis⁠(d) |
| Partea irlandeză        |
| Nume                    |
| Erskine Childers⁠(d)     |
| Fionán Lynch⁠(d)         |
| Diarmuid O'Hegarty⁠(d)   |
| John Smith Chartres⁠(d)  |

Robert Barton a fost ultimul semnatar care a supraviețuit. A murit la 10 august 1975, la vârsta de 94 de ani.
În special, președintele Republicii Irlandeze⁠(d) Éamon de Valera nu a participat.
Winston Churchill a deținut două roluri diferite în cabinetul britanic de-a lungul procesului de dobândire a independenței de către Irlanda: până în februarie 1921 a fost secretar de stat pentru război⁠(d) (ministru al armatei) în speranța de a pune capăt Războiului Irlandez de Independență; după aceea, în calitate de secretar de stat pentru colonii⁠(d) (care includea afacerile dominioanelor), a fost însărcinat cu implementarea tratatului și punerea la punct a relațiilor cu noul stat.
Erskine Childers⁠(d), autorul Enigmei nisipurilor⁠(d) și fost grefier al Camerei Comunelor Britanice, a fost unul dintre secretarii delegației irlandeze. Tom Jones⁠(d) era unul dintre asistenții principali ai lui Lloyd George și a descris negocierile în cartea sa Whitehall Diary.

## Statutul plenipotențiarilor irlandezi

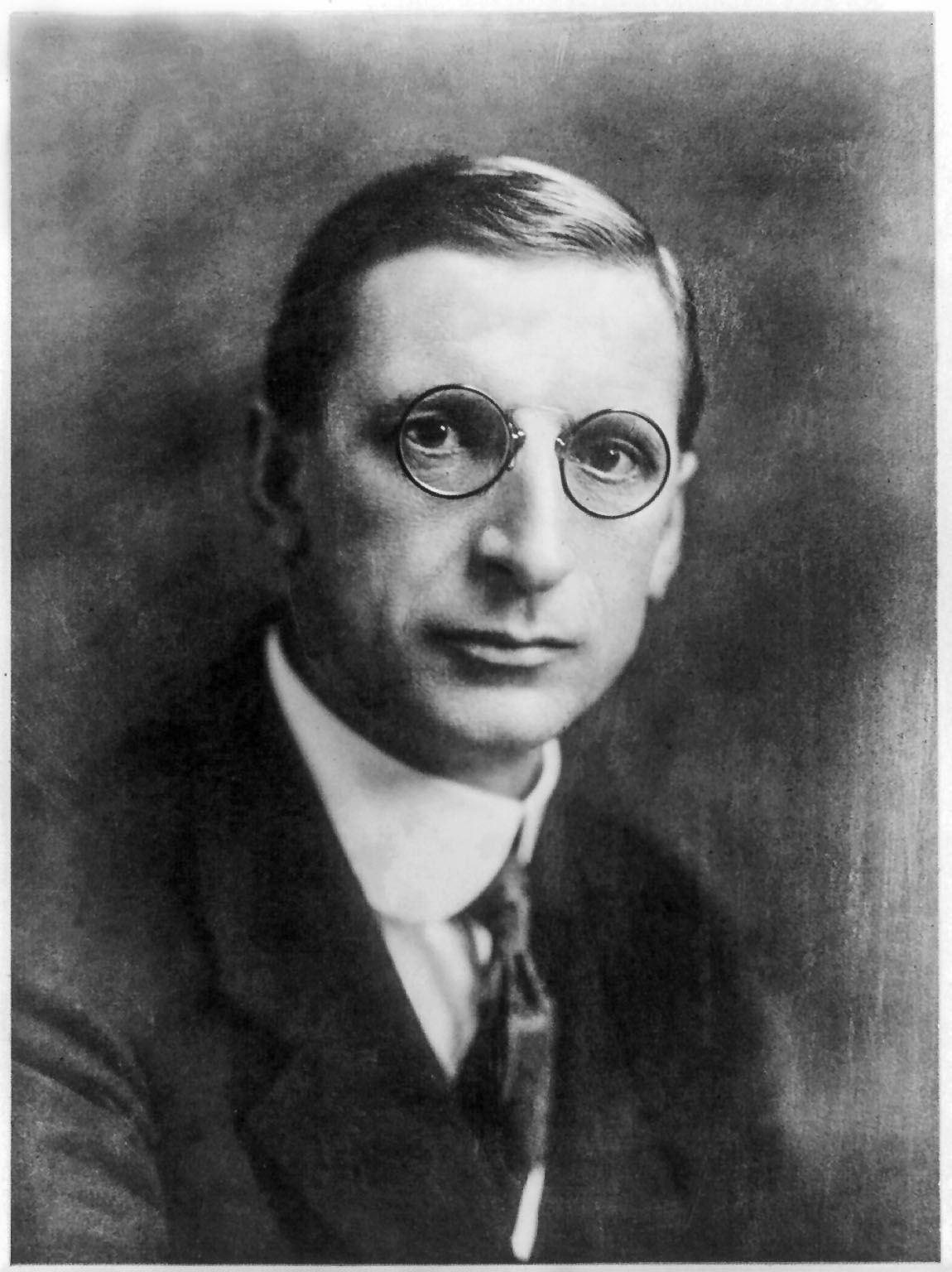
Éamon de Valera, care, în calitate de președinte al Republicii Irlandeze, s-a opus tratatului

Éamon de Valera a trimis plenipotențiarii⁠(d) irlandezi la negocierile din 1921 din Londra cu mai multe propuneri de tratate și instrucțiuni secrete de la cabinetul său. În mod evident, partea britanică nu le-a cerut niciodată să-și prezinte acreditarea oficială cu statutul deplin de plenipotențiari, dar a considerat că i-a invitat în calitate de deputați aleși: „... să certifice modul în care asocierea Irlandei la comunitatea de națiuni cunoscută sub numele de Imperiul Britanic poate fi cel mai bine reconciliată cu aspirațiile naționale irlandeze”. Această invitație din august fusese amânată cu peste o lună de o corespondență în care de Valera susținea că Marea Britanie negociază acum cu un stat suveran, poziție pe care Lloyd George a negat-o continuu.
Între timp, de Valera fusese ridicat la funcția de președinte al Republicii la 26 august, în primul rând pentru a putea acredita plenipotențiarii pentru negocieri, așa cum este obișnuit între statele suverane. La 14 septembrie, toți vorbitorii din Dáil au comentat în unanimitate că plenipotențiarii au fost trimiși să reprezinte Republică Irlandeză suverană și au acceptat nominalizările lui De Valera fără opinii separate, deși unii au susținut că de Valera însuși ar trebui să participe la conferință.
La 18 septembrie, Lloyd George își amintea că:
„Încă de la începutul conversațiilor noastre [în iunie 1921] ți-am spus că am căutat ca Irlanda să datoreze credință Tronului, și să-și facă viitorul ca membru al Commonwealth-ului Britanic. Aceasta a fost baza propunerilor noastre, și nu o putem modifica. Statutul pe care îl revendicați acum pentru delegații voștri este, în efect, o repudiere a acelei baze. Sunt pregătit să mă întâlnesc cu delegații dumitale așa cum m-am întâlnit cu dumneata în iulie, în calitate de «vorbitor ales» al oamenilor tăi, să discut asocierea Irlandei la Commonwealth-ul Britanic.”
La 29 septembrie, Lloyd George i-a reiterat lui de Valera că recunoașterea Republicii Irlandeze ar fi „o recunoaștere pe care niciun guvern britanic nu o poate acorda” și și-a repetat invitația la discuții privind „stabilirea modului în care asocierea Irlandei cu comunitatea de națiuni cunoscută sub numele de Imperiul Britanic ar putea fi cel mai bine reconciliată cu aspirațiile naționale irlandeze", să înceapă la Londra la 11 octombrie, lucru acceptat tacit de partea irlandeză. La 7 octombrie, de Valera a semnat o scrisoare de acreditare ca „președinte” în numele „Guvernului Republicii Irlanda”, dar scrisoarea nu a fost niciodată solicitată de partea britanică. Atât părțile irlandeze, cât și cele britanice știau că, în caz de eșec, armistițiul convenit în iulie 1921 se va încheia și că inevitabil va reîncepe un război pe care niciuna dintre părți nu și-l dorea. Trecuseră trei luni fără niciun fel de acord.
Statutul ambiguu al plenipotențiarilor avea să aibă consecințe imprevizibile în cadrul mișcării naționaliste atunci când aceasta s-a divizat pe marginea conținutului tratatului în 1921–1922. Plenipotențiarii au de obicei puteri depline pentru a gestiona negocierile după cum consideră potrivit, dar de Valera le-a dat instrucțiuni să se întoarcă la cabinetul său cu orice „întrebare principală” și cu „textul complet al proiectului de tratat care urmează să fie semnat”, ceea ce a creat dificultăți. Ulterior, partea anti-tratat a considerat că plenipotențiarii republicii suverane deja existente au fost cumva convinși să accepte să accepte mult mai puțin. Partea pro-tratat urma să susțină că, după 11 octombrie, negocierile au fost purtate cu înțelegerea că, chiar dacă britanicii nu negociau cu un stat suveran, acordul a fost un prim pas semnificativ către suveranitatea irlandeză. Unul dintre cele cinci decrete care conferă putere plenipotențiarilor, semnat de Éamon de Valera, este expus permanent la Muzeul Mic din Dublin⁠(d).

## Negocierile
La câteva zile după armistițiul care a pus capăt Războiului Anglo-Irlandez, de Valera s-a întâlnit cu Lloyd George la Londra de patru ori în săptămâna începând cu 14 iulie. Lloyd George și-a trimis la 20 iulie propunerile inițiale, care erau în mare măsură în conformitate cu tratatul care a fost semnat în cele din urmă. Aceasta a fost urmată de câteva luni de întârziere până în octombrie, când delegații irlandezi și-au stabilit sediul în Hans Place⁠(d) nr. 22, Knightsbridge⁠(d).
Primele două săptămâni de negocieri s-au desfășurat în sesiuni oficiale. La cererea lui Arthur Griffith și Michael Collins, cele două delegații au început negocieri informale, la care doar doi membri ai fiecărei echipe de negociere aveau voie să participe. De partea irlandeză, acești membri erau întotdeauna Collins și Griffith, în timp ce de partea britanică, Austen Chamberlain participa întotdeauna, deși al doilea negociator britanic varia de la o zi la alta. La sfârșitul lunii noiembrie, delegația irlandeză s-a întors la Dublin pentru a consulta cabinetul conform instrucțiunilor lor și din nou la 3 decembrie. Multe puncte trebuiau încă rezolvate, în principal în legătură cu forma jurământului față de monarh, dar era clar pentru toți politicienii implicați în această etapă că nu exista oferta unei Republici Irlandeze unitare cu toate cele 32 de comitate.

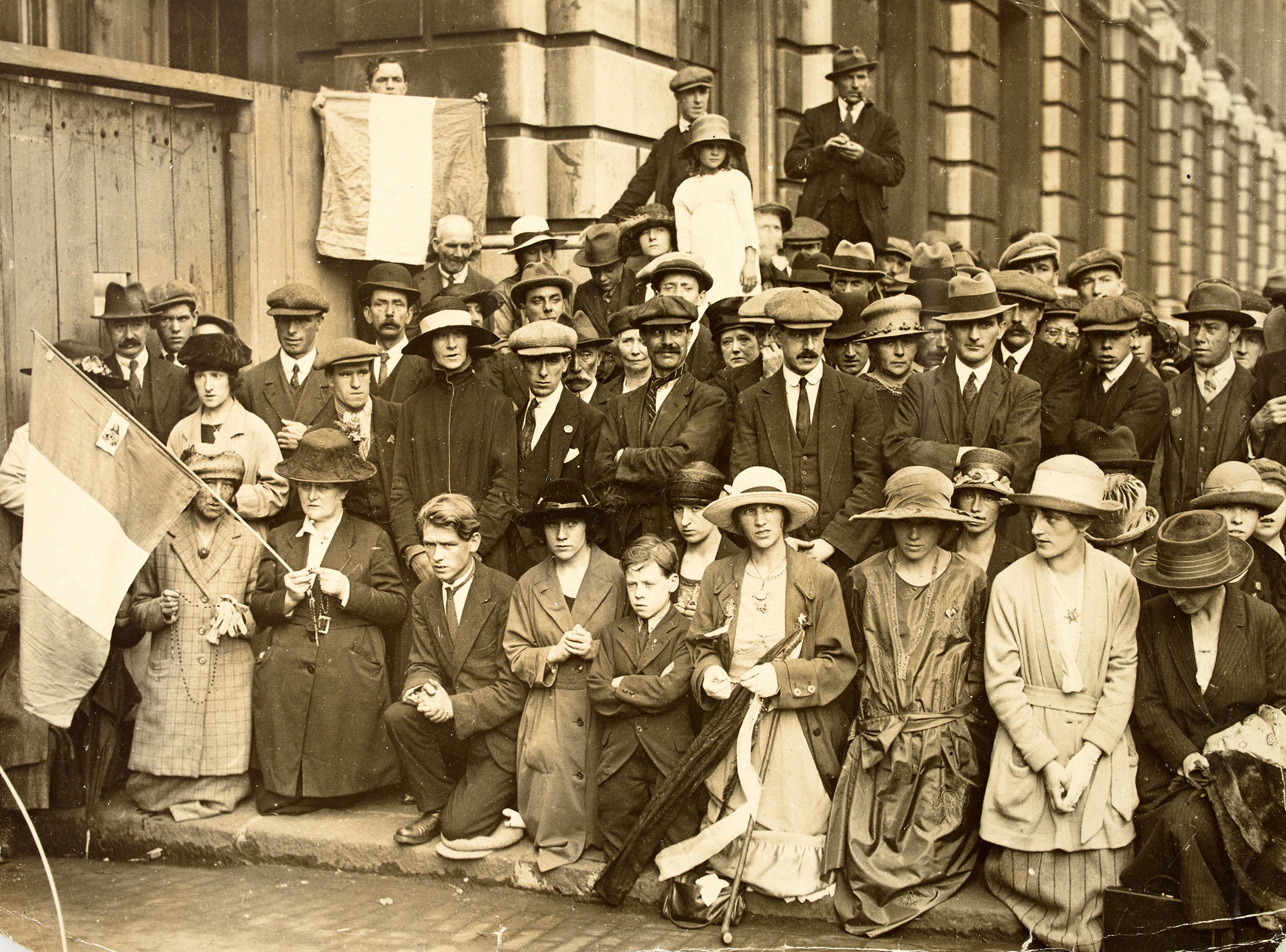
Mulțimi care țineau o veghe de rugăciune lângă Whitehall în timpul anului 1921, în timp ce negocierile erau în desfășurare în interior

Când s-au întors, Collins și Griffith au descris detaliile finale ale tratatului, care includeau concesii acordate de britanici pe marginea formulării jurământului și clauzele de apărare și comerț, împreună cu adăugarea la tratat a unei comisii de frontieră⁠(d) și o clauză care susținea unitatea Irlandei. Collins și Griffith, la rândul lor, i-au convins pe ceilalți plenipotențiari să semneze tratatul. Deciziile finale de semnare a tratatului au fost luate în discuții private la Hans Place⁠(d) nr. 22, la 11:15, pe 5 decembrie. Tratatul a fost semnat la scurt timp după ora 2 dimineața, pe 6 decembrie, în Cabinet Room, la Downing St. nr. 10.
Michael Collins a susținut mai târziu că în ultimul moment Lloyd George i-a amenințat pe delegații irlandezi cu o reînnoire a „războiului teribil și imediat” dacă tratatul nu este semnat imediat. Acest lucru nu a fost numit în mod specific „o amenințare” într-un memorandum irlandez despre încheierea negocierilor. Barton a remarcat că:
„La un moment dat, el [Lloyd George] mi s-a adresat mie anume și a spus foarte solemn că cei care nu sunt pentru pace trebuie să-și asume deplina responsabilitate pentru războiul care va urma imediat refuzului oricărui delegat de a semna Articolele de Acord.”
Éamon de Valera a convocat o reuniune a cabinetului pentru a discuta tratatul la 8 decembrie, unde s-a împotrivit formei în care a fost semnat tratatul. Cabinetul a decis, cu patru voturi contra trei, să recomande ratificarea tratatului de către Dáil la 14 decembrie.
Conținutul tratatului a împărțit conducerea Republicii Irlandeze, președintele Republicii⁠(d), Éamon de Valera, fiind în fruntea minorității anti-tratat. Dezbaterile Tratatului au fost dificile, dar au cuprins, de asemenea, un bilanț mai larg și robust al poziției de către părțile aflate în dispută. Opiniile lor diferite asupra trecutului și speranțele lor pentru viitor au fost făcute publice. Accentul trebuia să fie pus pe opțiunile constituționale, dar s-a discutat prea puțin despre economie și despre modul în care viața ar fi îmbunătățită acum pentru majoritatea populației. Deși Sinn Féin a militat și pentru păstrarea limbii irlandeze, chiar ei au folosit-o foarte puțin în dezbateri. Unele dintre femeile deputat erau în favoarea continuării războiului până la înființarea unui stat cu 32 de comitate. S-au menționat mult cei „700 de ani” de ocupație britanică. Au apărut ranchiune personale; Arthur Griffith spunea despre Erskine Childers⁠(d): „n-am să răspund niciunui afurisit de englez în această Adunare”, iar Cathal Brugha⁠(d) le-a reamintit tuturor că poziția lui Michael Collins în IRA era tehnic inferioară alei lui.
Principala dispută a fost centrată pe faptul că statutul țării era de dominion (așa cum este reprezentat în jurământul de credință și fidelitate), și nu de republică independentă, dar divizarea teritorială a fost și ea un important subiect de discuție. Ulsterenii, ca Seán MacEntee⁠(d) s-au pronunțat ferm împotriva clauzei de divizare. Dáilul a votat pentru aprobarea tratatului, dar opoziția a refuzat să-l accepte, ceea ce a dus în cele din urmă la Războiul Civil Irlandez. MacEntee s-a numărat printre liderii acestei părți.

## Aprobarea și ratificarea

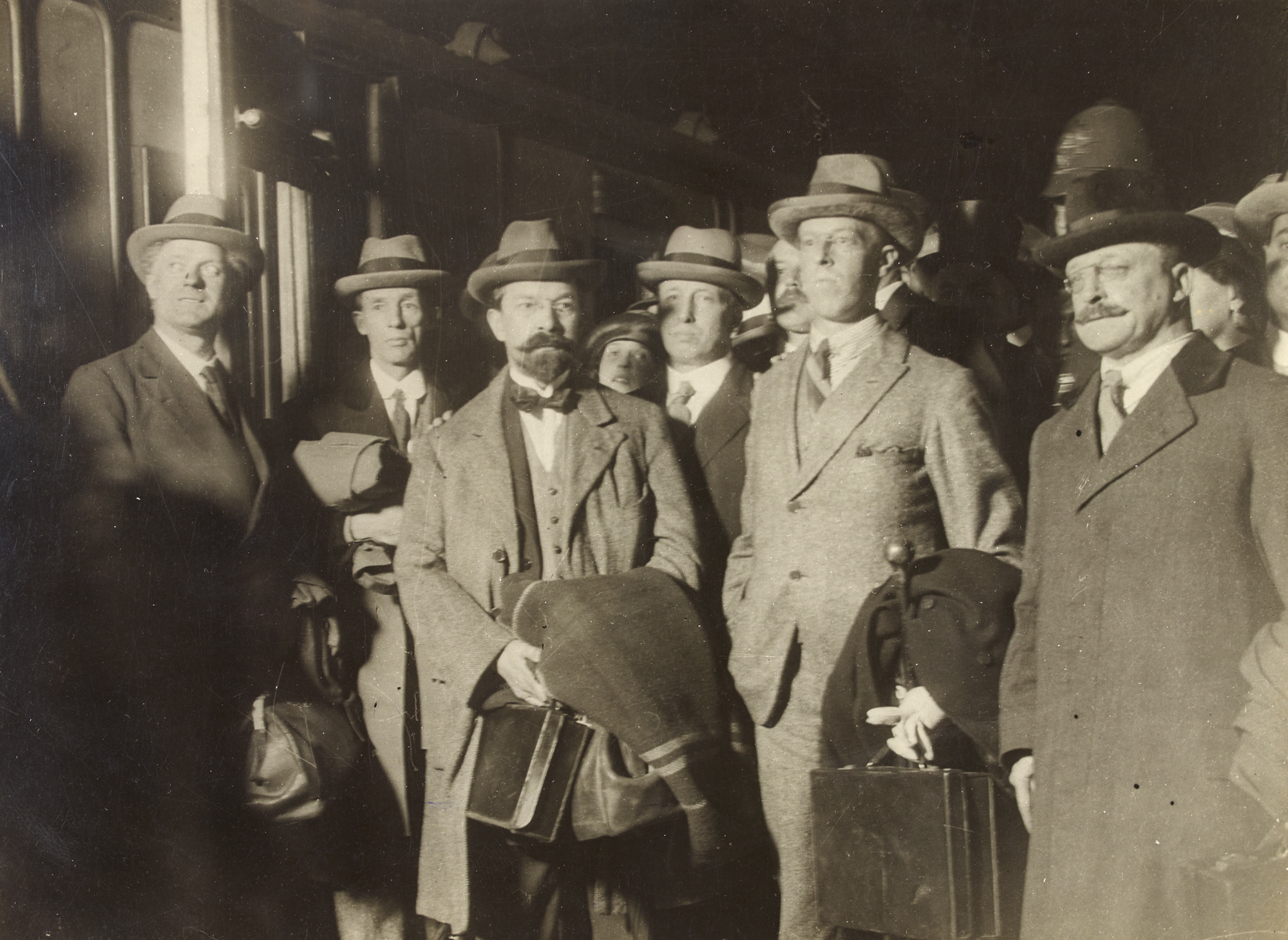
Membrii comitetului de negociere irlandez care s-au întors în Irlanda în decembrie 1921

Conform termenilor tratatului, acesta necesita aprobarea de către:
1. Parlamentul Regatului Unit și
2. o „ședință convocată în scopul [aprobării Tratatului] cu membrii aleși să facă parte din Camera Comunelor din Irlanda de Sud⁠(d)”. Aceasta se referea la persoanele alese în alegerile din 1921 din Irlanda⁠(d), convocate în conformitate cu Legea Guvernării Irlandei din 1920⁠(d). Acest „parlament” nu intrase de fapt niciodată în funcțiune;[19] din cei 128 de membri aleși, cei 124 de candidați ai Sinn Féinului au refuzat să se prezinte în Cameră, formând în schimb (împreună cu unii dintre reprezentanții nordului) o adunare parlamentară paralelă,  al doilea Dáil⁠(d), care pretindea că reprezintă întreaga Irlandă.

Camera Comunelor Britanică a aprobat tratatul la 16 decembrie cu 401 de voturi pentru și 58 împotrivă. În aceeași zi, Camera Lorzilor a votat și ea cu 166 de voturi pentru și 47 împotrivă.
Dáilul a aprobat noul tratat după nouă zile de dezbatere publică la 7 ianuarie 1922, cu 64 de voturi pentru și 57 împotrivă, dar el nu era adunarea specificată în tratat. Prin urmare, aprobarea tratatului nu a fost suficientă pentru a satisface cerințele tratatului. Prin urmare, s-a convocat „ședința” necesară în temeiul tratatului. Aceasta a aprobat și ea formal tratatul la 14 ianuarie 1922. „Întrunirea” în sine a avut un statut oarecum ambiguu, nefiind nici convocată sau desfășurată în conformitate cu procedurile stabilite pentru Camera Comunelor, și nici nu declarată sesiune a Dáil Éireann. Membrii anti-tratat ai Dáilului nu s-au prezentat, adică au participat la întâlnire doar membrii pro-tratat și cei patru unioniști aleși (care nu au făcut niciodată parte din Dáil Éireann). Cei adunați au aprobat tratatul cu o majoritate covârșitoare, și l-au desemnat pe Michael Collins în funcția de președinte al guvernului provizoriu⁠(d), după care s-au dispersat imediat, fără a derula nicio procedură parlamentară. Pentru Camera Comunelor din Irlanda de Sud, aceasta a fost cel mai apropiat lucru de o ședință de lucrări; nu a avut loc vreodată nicio altă ședință, iar votul din 14 ianuarie, în strictă conformitate cu formularea tratatului, a permis autorităților britanice să susțină că s-au întrunit condițiile legale.
În ceea ce privește ratificarea tratatului, tratatul cerea adoptarea „legislației necesare” pentru ratificarea acestuia. Legislația necesară a fost adoptată exclusiv de Parlamentul Regatului Unit. Legislația adoptată în acest sens a fost Legea (Acordului) Statului Liber Irlandez din 1922, care a devenit lege la 31 martie 1922.
La 11 iulie 1924, tratatul a fost înregistrat la Societatea Națiunilor de către Statul Liber Irlandez.

### Dezbaterile din Dáil
Dezbaterile din Dáil au durat mult mai mult și au expus diversitatea de opinii din Irlanda. La deschiderea dezbaterii din 14 decembrie, președintele de Valera și-a exprimat punctul de vedere cu privire la procedură:
„Ar fi ridicol să credem că putem trimite cinci oameni să întocmească un tratat fără a reține dreptul de ratificare pentru această adunare. Doar aceasta contează. Astfel, suntem de acord că acest tratat este doar un acord și că nu este obligatoriu decât după ce îl ratifică Dáilul. Aceasta e problema pe care ne-o punem.”
Cu toate acestea, când tratatul a fost ratificat de Dáil la 7 ianuarie, el a refuzat să accepte votul ca final, spunând la 10 ianuarie că:
„Suntem împotriva a orice ar face să pară că Tratatul a fost definitivat fără rezoluția de aprobare de aici;”
S-au ținut sesiuni secrete în perioada 14-17 decembrie și în dimineața zilei de 6 ianuarie, pentru a ține disputele departe de ochii presei și a arenei publice. În prima dintre acestea, de Valera a produs, de asemenea, redactarea pe care el o considera ideală, care nu era în cele mai multe privințe radical diferită de acordul semnat, dar care probabil nu era acceptabilă pentru partea britanică, deoarece punctele de divergență fuseseră deja explorate.
La 15 decembrie, Robert Barton a fost chestionat de Kevin O'Higgins⁠(d) cu privire la notele sale despre declarația lui Lloyd George despre semnarea acordului sau posibilitatea unei reînnoiri a războiului: „L-a ales domnul Lloyd George pe Barton drept aripa stângă a delegației? și i-a spus: «Omul care este împotriva păcii poate purta acum și pentru totdeauna responsabilitatea unui război teribil și imediat»?” Barton a răspuns: „Ceea ce a spus el a fost că sunt necesare semnătura și recomandarea fiecărui membru al delegației, altfel va urma imediat războiul, și că responsabilitatea pentru acel război trebuie să revină direct celor care refuză să semneze tratatul”. Acest lucru a fost luat de oponenții tratatului drept dovadă convenabilă a faptului că delegații irlandezi au fost supuși constrângerii în ultimul moment, iar „războiul teribil și imediat” a devenit o expresie în dezbaterile care au urmat. A doua zi, de Valera a preluat acest punct: „... prin urmare, ceea ce s-a întâmplat a fost că acolo a fost amenințat poporul nostru cu o forță imediată. Cred că acel document a fost semnat în condiții de constrângere și, deși am sentimentul moral că orice acord încheiat ar trebui să fie îndeplinit cu fidelitate, nu am nici o ezitare în a spune că nu l-aș considera obligatoriu pentru națiunea irlandeză."
Cruciala sesiune privată din Dáil de la 6 ianuarie a fost informată că nu i se putea spune despre o conferință privată a nouă deputați care a ajuns la un acord de compromis în aproape toate punctele cu o seară înainte. Majoritatea deputaților au dorit cel puțin să li se spună ce aspecte încă nu au fost convenite și, din acest moment, membrii pro-tratat au insistat ca toate sesiunile să fie organizate în public.
Ședințele publice au durat nouă zile, în perioada 19 decembrie–7 ianuarie. La 19 decembrie, Arthur Griffith a propus: „ca Dáil Éireann sa aprobe Tratatul dintre Marea Britanie și Irlanda, semnat la Londra la 6 decembrie 1921”.
Până la 6 ianuarie, cu o zi înainte de votul final, de Valera a recunoscut divizarea profundă din cadrul cabinetului său: „când au fost semnate aceste articole de acord, organismul în care este învestită autoritatea executivă a acestei adunări și a statului a devenit complet divizat, atât cât putea el fi. În mod irevocabil, nu pe personalități sau ceva de acest fel, ci pe principii fundamentele absolute.”
Al doilea Dáil⁠(d) a ratificat tratatul la 7 ianuarie 1922 cu 64 voturi pentru și 57 contra. De Valera a demisionat din funcția de președinte la 9 ianuarie și a fost înlocuit de Arthur Griffith, cu 60 de voturi pentru și 58 împotrivă. La 10 ianuarie, de Valera și-a publicat a doua sa formă propusă a tratatului, cunoscută în general ca Documentul nr. 2.
Griffith, în calitate de președinte al Dáilului, a lucrat cu Michael Collins, care a prezidat noul guvern provizoriu al Statului Liber Irlandez⁠(d), teoretic răspunzător în fața Camerei Comunelor din Irlanda de Sud⁠(d), așa era stipulat în tratat. La 25 octombrie 1922, a fost adoptată o nouă constituție irlandeză de către al treilea Dáil⁠(d), care s-a format ca adunare constituantă⁠(d); Parlamentul britanic a confirmat adoptarea la 5 decembrie 1922. Această adoptare în paralel a constituit baza legală pentru Statul Liber Irlandez.
Dezbaterile Tratatului au avut loc în privat și nu au fost publicate până în 1972, „în toată agresivitatea și duritatea lor”. Acestea cuprind o resursă vitală asupra psihologiei Războiului Irlandez de Independență și expun diferitele idealuri pentru care militau deputații Sinn Féin. Definițiile felului în care ei își înțelegeau mandatul din 1918 și 1921, și Republica în sine, sunt intercalate cu aspectele practice ale transferului de putere de la Londra la Dublin. Împărțirea echilibrată a opiniilor ferme de o parte și de alta a dus la izbucnirea Războiului Civil Irlandez la 28 iunie 1922.

## Rezultate

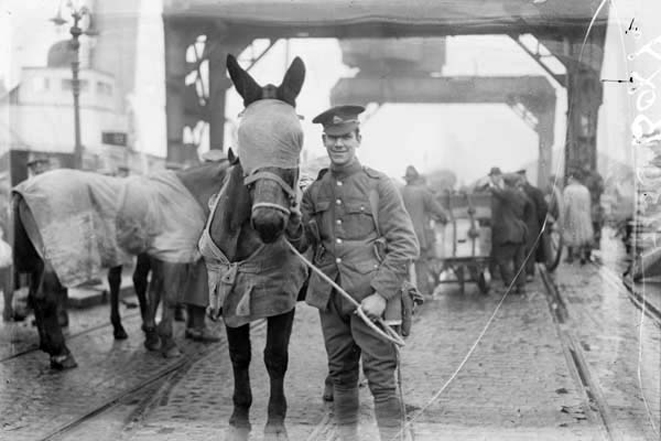
Soldați britanici de cavalerie care părăsesc Irlanda, 1922

Scindarea pe marginea tratatului a dus la Războiul Civil Irlandez (1922–1923). În 1922, cei doi principali semnatari irlandezi ai săi, Arthur Griffith și Michael Collins, au murit. Birkenhead⁠(d) ar fi spus la semnarea tratatului: „Domnule Collins, semnând acest tratat îmi semnez condamnarea la moartea politică”, la care se spune că Collins ar fi răspuns: „Lord Birkenhead, eu îmi semnez condamnarea la moarte fizică”. Collins a fost ucis de republicanii anti-tratat într-o ambuscadă la Béal na Bláth⁠(d) în august 1922, la zece zile după moartea lui Griffith din cauza unei insuficiențe cardiace care a fost atribuită epuizării. Ambii au fost înlocuiți în posturile lor de W.T. Cosgrave⁠(d). Doi dintre ceilalți membri ai delegației, Robert Barton și Erskine Childers, s-au alăturat pârții anti-tratat în războiul civil. Childers, liderul propagandei anti-tratat în conflict, a fost executat de către Statul Liber pentru deținerea unui pistol în noiembrie 1922.
Dispozițiile tratatului referitoare la monarh, guvernatorul general și superioritatea sa în drept au fost șterse din Constituția Statului Liber Irlandez în 1932, ca urmare a adoptării Statutului de la Westminster de către Parlamentul Britanic. Prin acest statut, Parlamentul Britanic a renunțat voluntar la capacitatea sa de a legifera în numele dominioanelor fără consimțământul acestora. Astfel, guvernul Statului Liber Irlandez a fost liber să modifice orice legi adoptate anterior de Parlamentul Britanic în numele lui.
Cu aproape 10 ani mai devreme, Michael Collins susținuse că tratatul va oferi „libertatea de a obține libertatea”. De Valera însuși a recunoscut acuratețea acestei afirmații atât în acțiunile sale din anii 1930, cât și în cuvintele pe care le-a folosit pentru a-și descrie adversarii și asigurarea independenței în anii 1920. „Au fost magnifici”, i-a spus fiului său în 1932, imediat după ce a intrat în guvern și a citit dosarele lăsate de Consiliul Executiv Cumann na nGaedheal⁠(d) al lui Cosgrave.
Deși guvernul britanic din acea vreme, încă din 1914, dorea autonomie⁠(d) pentru întreaga Irlandă, Parlamentul Britanic credea că nu poate acorda independență completă întregii Irlande în 1921 fără a provoca violențe sectare imense între unioniștii irlandezi predominant protestanți și naționaliști irlandezi predominant catolici. La acea vreme, deși existau unioniști în toată țara, aceștia erau concentrați mai ales în nord-est, iar parlamentul lor s-a întrunit pentru prima dată la 7 iunie 1921. O răscoală a acestora împotriva autonomiei ar fi fost o insurecție împotriva „țării-mamă”, precum și un război civil în Irlanda. Statutul de dominion pentru 26 de comitate, cu divizare pentru cele șase comitate pe care unioniștii simțeau că le pot controla confortabil, părea cel mai bun compromis posibil la acea vreme.
De fapt, ceea ce Irlanda a primit în calitate de dominion, la același nivel cu  Canada, Noua Zeelandă și Australia, era mult mai mult decât oferea Legea Autonomiei din 1914 și, cu siguranță, un progres considerabil în ceea ce privește autonomia⁠(d) oferită cândva lui Charles Stewart Parnell⁠(d) în secolul al XIX-lea, deși cu prețul excluderii Irlandei de Nord. Chiar și propunerile lui de Valera făcute în secret în timpul dezbaterilor Tratatului difereau foarte puțin, în ceea ce privește aspectele esențiale, de textul acceptat și erau departe de republica autonomă cu 32 de comitate pe care el susținea public că o dorește.
Soluția convenită fusese și în mintea lui Lloyd George de ani de zile. El s-a întâlnit cu Tim Healy⁠(d), un avocat senior și fost deputat naționalist, la sfârșitul anului 1919 pentru a-și analiza opțiunile. Healy i-a scris fratelui său la 11 decembrie 1919: „Lloyd George a spus că, dacă ar putea obține sprijin pentru un plan prin care cele șase comitate ar fi lăsate așa cum sunt, el va fi gata să dea restului țării autonomie de dominion, scutire de taxe imperiale și control asupra vămii și accizelor.” Healy considera că ideea avea să dea greș din pricina insistenței lui de Valera de a avea o republică irlandeză pe toată insula, cu câteva luni înainte ca războiul de independență să devină foarte violent pe la mijlocul anului 1920.
Lloyd George susținuse propunerea legislativă de autonomie din 1893⁠(d) și procesul lent Legii Autonomiei din 1914 și luase legătura cu membriiConvenției Irlandeze⁠(d) în 1917–1918. Până în 1921, guvernul său de coaliție depindea de o mare majoritate conservatoare⁠(d) și s-a prăbușit în timpul crizei Çanakkale din octombrie 1922.